# Podział administracyjny Częstochowy

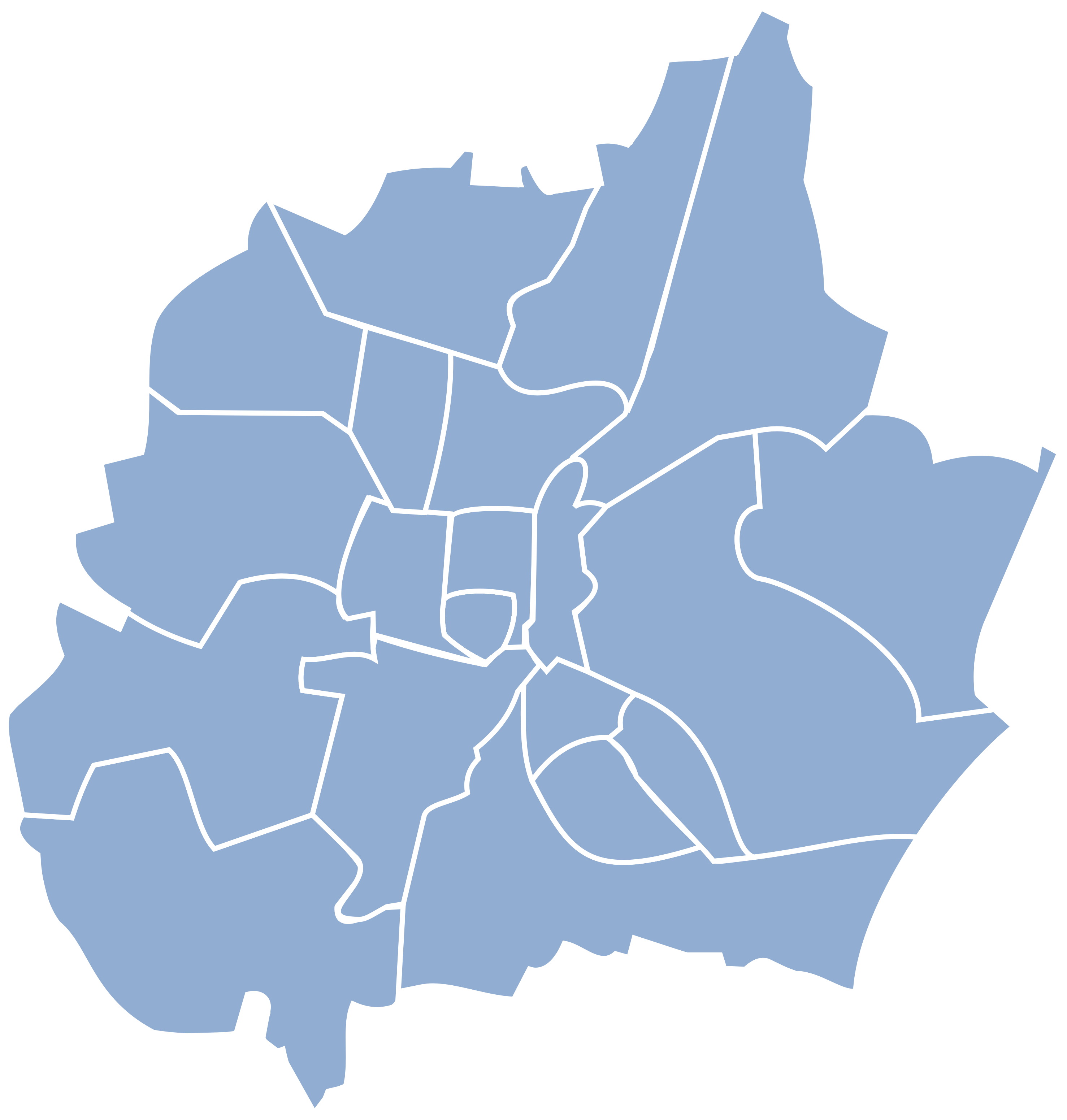
Podział administracyjny Częstochowy

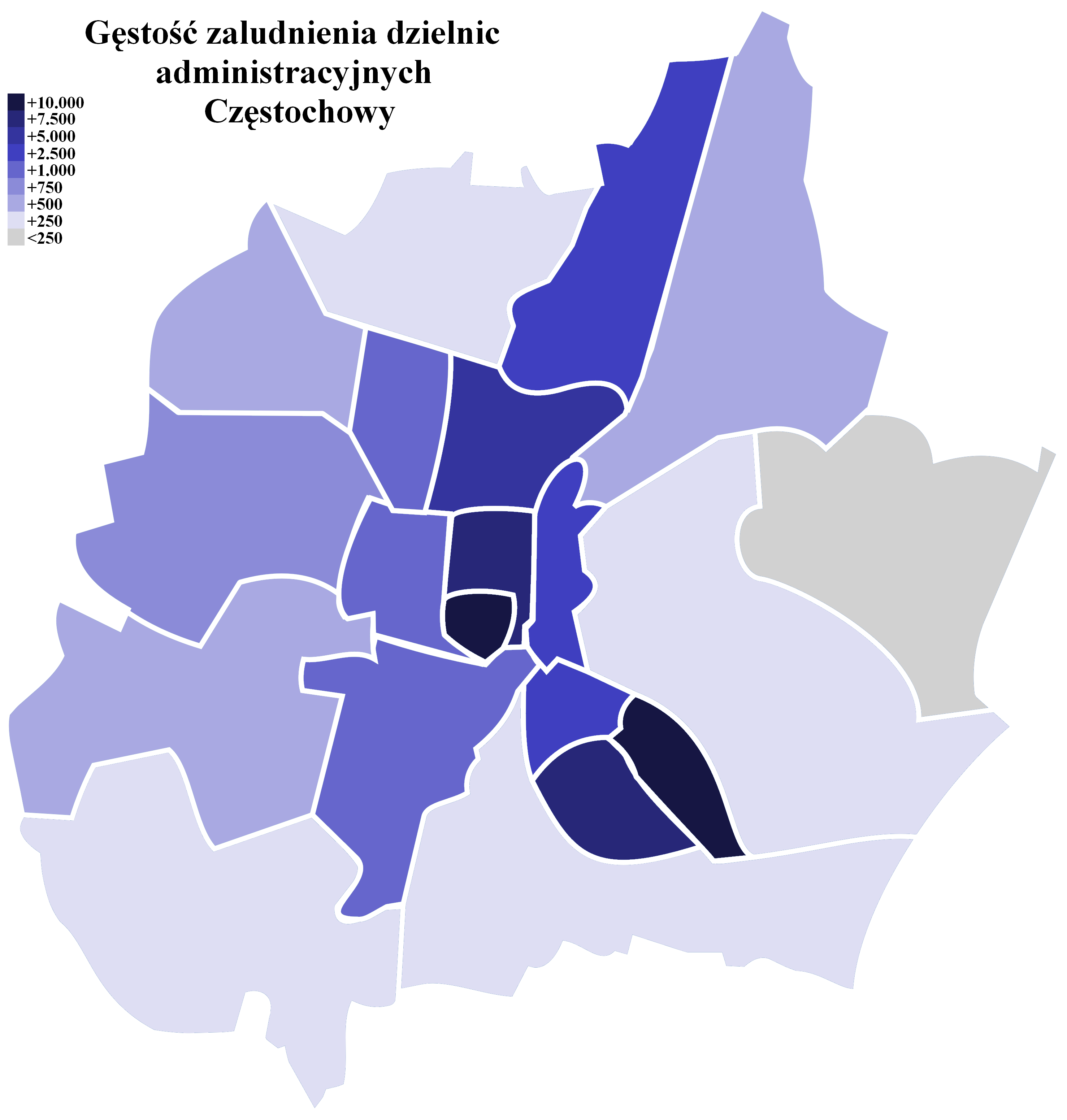
Gęstość zaludnienia w dzielnicach administracyjnych Częstochowy

Podział administracyjny Częstochowy – podział administracyjny obszaru miasta Częstochowy na jednostki pomocnicze gminy (samorządowy) i integralne części miasta (rejestr TERYT).
Obszar Częstochowy podzielony jest na 20 jednostek pomocniczych miasta zwanych dzielnicami. Rejestr na terenie Częstochowy TERYT wyróżnia 47 części miasta.

## Samorządowy podział administracyjny
Podział samorządowy jest częściowo niezgodny z historycznym i bywa obiektem krytyki.

### Organy dzielnic
Mieszkańcy każdej jednostki pomocniczej wybierają radę dzielnicy, która jest jej organem uchwałodawczym. Organem wykonawczym dzielnicy jest zarząd, a na jego czele stoi przewodniczący, który reprezentuje dzielnicę na zewnątrz.

### Zadania
Uchwała Rady Miasta Częstochowy z dnia 15 marca 2004 r. w sprawie utworzenia dzielnic oraz nadania im statutów nadaje radom dzielnic następujące kompetencje:
- podejmowanie uchwał i zajmowanie stanowisk we wszystkich sprawach dotyczących dzielnicy i jej mieszkańców
- współpraca z Radą Miasta Częstochowy, a szczególnie z radnymi z danego okręgu wyborczego
- współpraca z Policją, Strażą Miejską oraz Strażą Pożarną w zakresie utrzymania porządku, ładu i bezpieczeństwa
- współpraca z placówkami oświaty, kultury oraz służby zdrowia
- współpraca z organizacjami pozarządowymi na terenie dzielnicy
- sporządzanie rocznego sprawozdania z działalności Rady oraz przedkładanie go wraz ze sprawozdaniem Zarządu Dzielnicy Komisji Praworządności i Samorządu w terminie do 31 marca roku następnego

### Spis dzielnic
| Nazwa dzielnicy       | Ludność 31.03.2023 r. | Obszar (km²) | Gęstość zaludnienia |
| --------------------- | --------------------- | ------------ | ------------------- |
| Błeszno               | 4193                  | 16,39        | 255,83              |
| Częstochówka-Parkitka | 9725                  | 4,81         | 2021,83             |
| Dźbów                 | 5360                  | 18,40        | 291,30              |
| Gnaszyn-Kawodrza      | 4979                  | 7,50         | 663,87              |
| Grabówka              | 4327                  | 8,92         | 485,09              |
| Kiedrzyn              | 3100                  | 6,91         | 448,63              |
| Lisiniec              | 9420                  | 9,93         | 948,64              |
| Mirów                 | 2347                  | 14,81        | 158,47              |
| Ostatni Grosz         | 7014                  | 1,65         | 4250,91             |
| Podjasnogórska        | 2916                  | 2,53         | 1152,57             |
| Północ                | 24797                 | 6,71         | 3695,53             |
| Raków                 | 18097                 | 2,06         | 8784,95             |
| Stare Miasto          | 8146                  | 2,56         | 3182,03             |
| Stradom               | 11776                 | 11,28        | 1043,97             |
| Śródmieście           | 12111                 | 1,59         | 7616,98             |
| Trzech Wieszczów      | 8384                  | 1,34         | 6256,72             |
| Tysiąclecie           | 24742                 | 4,38         | 5648,86             |
| Wrzosowiak            | 21330                 | 3,30         | 6463,64             |
| Wyczerpy-Aniołów      | 8385                  | 16,72        | 501,50              |
| Zawodzie-Dąbie        | 8032                  | 17,91        | 448,46              |

## Podział administracyjny według TERYT
W rejestrze TERYT wyróżnionych jest 47 integralnych części miasta. Są to:
| - Aniołów (0930874) - Bloki Sabinowskie (0930880) - Błeszno (0930897) - Bór (0930905) - Brzeziny Małe (0930911) - Brzeziny Wielkie (0930928) - Bugaj (1064806) - Częstochówka (0930934) - Dębie (0930940) - Dźbów (0930957) - Gnaszyn Dolny (0930963) - Gnaszyn Górny (0930970) - Grabówka (0930986) - Hektary (0930992) - Jasna Góra (0931000) - Józefka (0931017) | - Kamień (0931023) - Kawie Góry (0931030) - Kawodrza Dolna (0931046) - Kawodrza Górna (0931052) - Kiedrzyn (0931069) - Kolonia Grabówka (0931075) - Kręciwilk (0931081) - Kucelin (0931098) - Kule (0931106) - Lisiniec (0931129) - Liszka Dolna (0931135) - Liszka Górna (0931141) - Mirów (0931158) - Nowa Kuźnica (0931164) - Ostatni Grosz (0931187) - Parkitka (0931193) | - Podbucze (0931201) - Prędziszów (0931218) - Raków (0931224) - Rząsawy (0931230) - Sabinów (0931247) - Stradom (0931260) - Wielki Bór (0931276) - Wrzosowiak (0931282) - Wyczerpy Dolne (0931299) - Wyczerpy Górne (0931307) - Wypalanki (0931313) - Zacisze (0931320) - Zagajnik (0931336) - Zawodzie (0931342) - Złota Góra (0931359) |